# Dvorac na otoku Trakaiu
Dvorac na otoku Trakaiju nalazi se u Trakaiju, Litva, na otoku u jezeru Galvė.
Dvorac katkad nazivaju „Malim Marienburgom”.
Izgradnja kamenoga dvorca, koju je naložio Kęstutis, počela je u 14. stoljeću, a glavni su radovi završeni oko 1409. za vladavine njegova sina Vitolda Velikog, koji je umro u tom dvorcu 1430.
Trakai je bio jednim od glavnih središta Velike Kneževine Litve, a dvorac je imao veliku stratešku važnost.

## Izgradnja

### Prva faza
Ovaj je dvorac građen u nekoliko faza. Za vrijeme prve, u drugoj polovici 14. stoljeća, dvorac je građen na tri jezerska otoka, po zapovijedi velikog kneza Kęstutisa. Izgradnja ovog dvorca vezana je za proširenje i ojačanje dvorca na Trakajskom poluotoku. Kęstutis je za to vrijeme premjestio svoje boravište i blago na otočni dvorac.
Dvorac je pretrpio veliku štetu za napada teutonskih viteza 1377. Nakon što je ubijen Kęstutis, nastala je borba za vlast između Vladislava II. Jagelovića (lit. Jogaile) i Vitolda Velikog za naslov velikog kneza. Dvorac je bio opsjedan s obiju strana. Nakon što su se stvari po tom pitanju sredile (uslijedila je pomirba sukobljenih strana), mogla je početi druga faza izgradnje. Radovi su se nastavili do 1409. Ta se faza smatra glavnom u izgradnji ovog dvorca. Za vrijeme primirja s Teutonskim viteškim redom, građevinarske radove je nadzirao majstor Radike, četiri godine prije bitke kod Grunwalda.

### Druga faza
U drugoj fazi izgradnje, dodana su dva krila, a na južnoj je strani izgrađena šesterokatna (35 metara visoka) donjon-kula  (kula zadnjeg uporišta, najjača kula, glavna kula). Ta je kula imala pokretna vrata koja je odvajala palaču od preddvorca. Imala je višestruku namjenu: pored toga što je služila kao još jedna obrambena struktura, imala je kapelicu i odjeljke za stanovanje. Bila je povezana s višekatnom Kneževom palačom, koja je imala unutarnje dvorište. Unutarnje dvorište imalo je drvene galerije, koje su bile smještene duž unutarnjeg zida. Njih se koristilo za pristup raznim pomoćnim prostorijama bez potrebe ulaska unutar same palače.
Cijelo se južno krilo južne palače koristilo kao kneževska dvorana. Ona je bila protegâ 10 x 21 m, a veličinom ju je uspjela nadići samo Gornja palača u kompleksu dvoraca u Vilniusu. Kneževska je dvorana sačuvala svoj izvorni dekor.
Glavni građevinski materijal bile su takozvane gotičke opeke. Kamene se blokove koristilo samo u temeljima i gornjim dijelovima zgrada, kula i zidina. Dvorac je bio dekoriran na razne načine. Njegov sveukupni stil gradnje, nakon druge faze izgradnje, može se opisati kao gotika.

### Treća faza
Proširenje preddvorca u 15. stoljeću predstavlja treću fazu trakajskog razvoja. Zidine su dvorca ojačane do debljine od 2 i pol metra i izdignute dodatnim paljbenim galerijama. Tri glavne obrambene kule obnovljene su na uglovima. Jugozapadna kula je služila i kao zatvor. Zadnji kat na kulama bio je namijenjen vojacima i u njemu su bili smješteni brojni topovi. Izgrađena je glavna vratarska kuća, koja je zajedno s glavnom kulom Kneževe palače, imala pokretna vrata. Vratarska je kuća bila ojačana s dodatnim odjeljcima namijenjenim paljbenim galerijama. Blizu unutarnjih zidova obnovljeno je nekoliko zgrada, uključujući i staje, kuhinje i ostale gospodarske prostorije. Kada je dvorac prolazio proširenje u 15. stoljeću, razina vode u jezeru Galvė bila je nekoliko metara viša nego što je danas. Graditelji dvorca su to iskoristili i Kneževu palaču odvojili od preddvorca pomoću vodom ispunjenog opkopa, dovoljno širokog za mala plovila. Palača i preddvorac bili su spojeni vratima koja su se mogla podignuti u slučaju neprijateljskog napada.

## Propadanje do stanja nepopravljivosti
Dvorac je izgubio na vojnoj važnosti nakon bitke kod Grunwalda (litavskog Žalgirisa), kada je poljsko-litavska vojska porazila svog glavnog neprijatelja. Dvorac je preobražen u rezidenciju i nanovo je dekoriran iznutra. Po zidovima su oslikane nove freske, koje su danas djelimice sačuvane. U Kneževoj palači primalo se inozemne izaslanike.
Zna se da je Jogaila posjećivao dvorac 13 puta između 1413. i 1430. 

1414. flamanski putnik Gilliber de Lannoy opisao je dvorac ovim riječima:
Stari dvorac se nalazi na jednoj strani jezera, na čistini, drugi stoji usred jezera, na topometu starom dvorcu. Potpuno je nov, zidan od opeka prema francuskom uzoru.
Veliki knez Vitold Veliki umro je u dvorcu, ne okrunivši se za kralja Litve 1430. godine. Za vladavine Žigmunda Augusta  dvorac je redekoriran u renesansnom stilu, a jedno kraće vrijeme je služio kao ljetna kraljevska rezidencija. 

U dvorcu se do 1511. godine čuvala "Litavska Metrika". 

Kasnije je dvorac služio kao zatvor. Za vrijeme ratova s Moskovskom Kneževinom u 17. stoljeću, dvorac je bio oštećen i dugo poslije toga nije bio obnavljan. Postupno je pao u nepopravljivo stanje.

## Obnova
Tijekom 19. stoljeća pripremljeni su planovi za obnovu. Izvorne freske je konzervirao i kopirao Vincentas Smakauskas. Carski arheološki odbor je 1888. inicirao dokumentiranje ostataka dvorca. 1905. ruske su carske vlasti odlučile djelomično obnoviti ostatke dvorca. Za vrijeme 1. svjetskog rata, Nijemci su u dvorac doveli stručnjake koji su nekoliko puta pokušali obnoviti dvorac. U razdoblju od 1935. do 1941. dijelovi Kneževe palače su ojačani, a obnovljena je i jugoistočna kula preddvorca, uključujući dio njezinih zidina. Na tom su projektu obnove radili litavski i poljski konzervatori, no radovi su prekinuti zbog 2. svjetskog rata. Poslije 2. svjetskog rata, 1946. počinje velika obnova; aktivni su radovi krenuli 1951. – 1952. Glavna faza obnove okončana je 1961. godine. Dvorac je obnovljen u stilu 15. stoljeća.
Danas je dvorac velika turistička atrakcija.

## Galerija
- Bočni pogled
- Bočni pogled na Kneževu palaču
- Dvorac u ruševinama 1877.
- Izlošci unutar dvorca
- Lovački trofeji, izloženi u dvorcu
- Unutrašnjost dvorca